# Mutatocoptops celebensis
Mutatocoptops celebensis là một loài bọ cánh cứng trong họ Cerambycidae.